# Jordania na Letnich Igrzyskach Olimpijskich 1996
Jordanię na Letnich Igrzyskach Olimpijskich 1996 reprezentowało pięciu zawodników: trzech mężczyzn i dwie kobiety. Był to piąty start reprezentacji Jordanii na letnich igrzyskach olimpijskich.

## Skład kadry

### Lekkoatletyka
Kobiety
- Nada Kawar - pchnięcie kulą - 24. miejsce,

Mężczyźni
- Fakhredin Fouad Al-Dien Gor - skok wzwyż - 34. miejsce,

### Pływanie
Kobiety
- Mira Ghniem - 200 m stylem zmiennym - 43. miejsce,

Mężczyźni
- Omar Dallal - 400 m stylem dowolnym - 34. miejsce,

### Strzelectwo
Mężczyźni
- Mohamed Al-Qasem - skeet - 49. miejsce